# Kingston (Nova York)
Kingston és la ciutat i seu del Comtat d'Ulster a l'Estat de Nova York dels Estats Units d'Amèrica.

## Demografia
Segons el Cens dels Estats Units del 2000 Kingston tenia 23.456 habitants, 9.871 habitatges, i 5.498 famílies. La densitat de població era de 1.232,2 habitants per km².
Dels 9.871 habitatges en un 27% hi vivien nens de menys de 18 anys, en un 35,2% hi vivien parelles casades, en un 15,8% dones solteres, i en un 44,3% no eren unitats familiars. En el 36,8% dels habitatges hi vivien persones soles el 14,8% de les quals corresponia a persones de 65 anys o més que vivien soles. El nombre mitjà de persones vivint en cada habitatge era de 2,28 i el nombre mitjà de persones que vivien en cada família era de 3,02.
Per edats la població es repartia de la següent manera: un 23,9% tenia menys de 18 anys, un 8,1% entre 18 i 24, un 28,9% entre 25 i 44, un 21,9% de 45 a 60 i un 17,1% 65 anys o més.
L'edat mediana era de 38 anys. Per cada 100 dones de 18 o més anys hi havia 84,1 homes.
La renda mediana per habitatge era de 31.594 $ i la renda mediana per família de 41.806 $. Els homes tenien una renda mediana de 31.634 $ mentre que les dones 25.364 $. La renda per capita de la població era de 18.662 $. Entorn del 12,4% de les famílies i el 15,8% de la població estaven per davall del llindar de pobresa.

## Poblacions properes
El següent diagrama mostra les poblacions més properes.